# یا رب
یا رب (انگلیسی: Oh Lord!) یک فیلم بالیوودی سال ۲۰۱۴ است که توسط حسنین حیدرآبادوالا کارگردانی شده و با ستارگانی چون اعجاز خان، آرجومان مغول، راجو کیهر، ویکرام سینگ (بازیگر) ایمران حاسنی نقش آفرینی شده‌است. فیلم، جنگ بین دو ایدئولوژی را نمایش می‌دهد. یک گروه اصول شفقت و احترام به زندگی اسلامی را نمایندگی می‌کند و دیگری جوانان را به انتقام ستم ادعایی بر مسلمان ترغیب می‌کند.
سازنده فیلم ماهش باهت، این فیلم را ارتقاء داده‌است. این فیلم در ۷ فوریه ۲۰۱۴ توسط کمپانی ویشش فیلم منتشر شد.

## داستان فیلم
اکرم (راجو کهیر) یک مسلمان متعقد است که با خانواده اش در لکهنو زندگی می‌کند. برادرش مولانا جیلانی (آکیلندرا میشرا) یک شخصیت مسلمان محترم است.
با داشتن پیروان زیاد، مولانا پیروانش را از ایجاد دردسر با مقامات دور نگه می‌داشت و این، قدرت او را افزایش می‌داد. اما نیات مولانا آن چیزی نبود که در ظاهر دیده می‌شد. او یک طینت شیطانی نیز داشت که مردم را تحریک و تروریسم را ترویج می‌کرد. او در انتخاب جوانان برای ماموریت‌های بمبگذاری انتحاری و مغزشوئی آنان با شیوه‌های گوناگون شامل نشان دادن فیلم‌هایی از بیرحمی‌ها علیه مسلمانان بسیار متخصص بود.
یک پلیس آ ت اس بنام ران وجی سینگ (عاجاز خان) در تعقیب مولانا است و اطلاعاتی دارد مبنی بر اینکه چیزی در لکهنو در یک زمان مشخص در حال اتفاق افتادن است. خان، هنگامیکه متوجه شد نامزد مسلمانش متوجه شده‌است که برادرش نیز یک تروریست است عشق او به زندگی در هم شکست. او تصمیم می‌گیرد که با ازدواج نکردن، آنرا جبران کند. بتدریج، ران ویجی روی مولانا متمرکز شد و با تلاش بسیار پی برد که یک بمبگذار انتحاری یک بازار پرجمعیتی را در شهر نابود خواهد کرد. او فقط برای دیدن نتیجه بمب‌گذاری در بازار خودش را آماده می‌کند.
انفجار بمب مولانا را بعنوان … چرا که یکی از قربانیان آن بنام عامرین (آرجومان موگهال) دختر برادرش است که باردار می‌باشد. امیدهای ران ویجی روی او متمرکز شده بود چرا که شاهد بود که او، قبل از اینکه بمب منفجر شود، مشغول صحبت با بمب‌گذار بوده‌است. این بدین معناست که وی او را می‌شناخته‌است. او تنها شاهد بمبگذاری بود اما از ناحیه سر بشدت آسیب دیده بود. در حالی که دکتر مظهر (منظر صبای) جراح سعی می‌کرد که او زنده بماند تا پزشکان بتوانند بچه را از او خارج کنند مولانا تمام تلاشش را انجام می‌دهد تا او را به قتل برساند و دکتر مظهر را نیز با شورش جمعیت و تخریب بیمارستان تهدید می‌کند.

## بازیگران
- ویکارام سینگ .. ایمران خان
- عجاز خان .. ران ویجی سینگ
- آرجومن موگهل .. بزرگ
- راجو کهیر … ایمران
- آخیلندرا میشرا … مولانا جیلانی
- منظر صبای .. دکتر مظهر
- ایندراپال آهوجا … افضل
- نها بام … مادر اکرام
- ویکارام داهیا .. اسلم گونگا
- راکش دیوانا .. ننهی نواب
- راجش گوپتا .. افسر آ تی اس
- ایمران حسنی .. جاوید
- ابیذر حیدرآبادوالا … همجا
- جاسبیر جاسی … جاسبیر افسر آ تی اس

## نمایش
قبل از اینکه این فیلم انتشار یابد، جماعت علمای ایالت مهاراشترا شکایتی را در دادگاه عالی بمبئی به جریان انداختند. بعد، دادگاه عالی بمبئی در تاریخ ۷ فوریه ۲۰۱۴ بدون صحنه‌ها و دیالوگ‌های بحث‌برانگیز در فیلم یا رب، اجاز نمایش این فیلم را داد.
این فیلم در تاریخ ۷ فوریه ۲۰۱۴ منتشر شد.